# Thomas Wirth
Thomas Wirth (* 6. November 1956 in Himmelstadt) ist ein deutscher Biologe. Er ist Dekan der Medizinischen Fakultät der Universität Ulm und Direktor des Instituts für Physiologische Chemie der Universität Ulm.

## Werdegang
Thomas Wirth besuchte zunächst das Röntgen-Gymnasium Würzburg und absolvierte dann sein Abitur am Friedrich-Koenig-Gymnasium in Würzburg. Er studierte von 1976 bis 1981 Biologie an der Julius-Maximilians-Universität Würzburg, wo er 1985 am Institut für Virologie und Immunbiologie zum Doktor der Naturwissenschaften, Dr. rer. nat. promovierte. Stationen seiner wissenschaftlichen Karriere waren von 1985 bis 1987 ein Aufenthalt im Labor von David Baltimore am Whitehead Institute for Biomedical Research in Cambridge sowie eine Beschäftigung zwischen 1988 und 1989 als Wissenschaftlicher Mitarbeiter am Institut für Immunologie in Basel. 1989 nahm er seine Tätigkeit als Forschungsgruppenleiter am Zentrum für Molekulare Biologie an der Universität Heidelberg (ZMBH) auf. Hier habilitierte er sich 1994 im Fach Molekularbiologie. 1996 kehrte er an die Universität Würzburg zurück, an der er bis 1999 als Professor für Molekulare Genetik am Institut für Medizinische Strahlenkunde und Zellforschung in Forschung und Lehre wirkte. 1999 nahm er den Ruf auf den Lehrstuhl für Physiologische Chemie an der Universität Ulm an und ist seither Leiter des gleichnamigen Instituts.
Während seiner Zeit als Prodekan (Stellvertreter des Dekans) der Medizinischen Fakultät der Universität Ulm von 2004 bis 2010 etablierte er das Promotionsprogramm in Experimenteller Medizin, für dessen Koordination er heute weiterhin Verantwortung trägt. Dieses Programm ist Teil des Qualifizierungskonzepts der Medizinischen Fakultät für junge Wissenschaftler in der Medizin. Seit 2010 ist er Dekan der Medizinischen Fakultät der Universität Ulm. Thomas Wirth ist Mitbegründer der Deutschen Traumastiftung.

## Forschung
Der Forschungsschwerpunkt Wirths liegt auf der Untersuchung der Molekularen Grundlagen der B-Lymphozyten-Differenzierung sowie der Entstehung von B-Zell-Tumoren (Lymphomen). Außerdem beschäftigt er sich mit der Bedeutung des NF-kB-Signalweges für unterschiedliche Erkrankungen.

## Auszeichnungen
- 2005: Deutscher Krebspreis
- 1985: PhD Award Deutscher Zweig der American Society for Microbiology

## Veröffentlichungen
- mit L. Staudt und D. Baltimore: An octamer oligonucleotide placed upstream of a TATA motif is sufficient for lymphoid-specific promoter activity. In: Nature. 329, 10. Sep 1987, S. 174–178. doi:10.1038/329174a0.
- mit T. Lernbecher und U. Müller: Distinct NF-κB/Rel transcription factors are responsible for tissue-specific and inducible gene activation. In: Nature. 365, 21. Okt 1993, S. 767–770. doi:10.1038/365767a0
- mit P. Pfisterer, A. Annweiler, C. Ullmer und L. M. Corcoran: Differential transactivation potential of Oct1 and Oct2 is determined by additional B-cell-specific activities. In: EMBO J. 13, 1. Apr 1994, S. 1654–1663. PMC 394996 (freier Volltext)
- mit S. Zwilling und H. König: HMG2 functionally interacts with the POU-domain of octamer transcription factors. In: EMBO J. 14, 15. Mar 1995, S. 1198–1208. PMC 398197 (freier Volltext)
- mit S. Zwilling, A. Dieckmann, P. Pfisterer und P. Angel: Inducible expression and phosphorylation of coactivator BOB.1/OBF.1 in T cells. In: Science. 277, 11. Jul 1997, S. 221–225. doi:10.1126/science.277.5323.221
- mit M. A. Huber, N. Azoitei, B. Baumann, S. Grünert, A. Sommer, H. Pehamberger, N. Kraut und H. Beug: NF-kB is essential for epithelial-mesenchymal transition and metastasis in a model of breast cancer progression. In: J.Clin.Invest. 114, 16. Aug 2004, S. 569–581. doi:10.1172/JCI21358.
- mit A. Ushmorov, F. Leithauser, O. Sakk, A. Weinhausel, S. W. Popov und P. Möller: Epigenetic processes play a major role in B-cell-specific gene silencing in classical Hodgkin lymphoma. In: Blood. 107, 15. Mar 2006, S. 2493–2500. doi:10.1182/blood-2005-09-3765.
- mit B. Baumann, M. Wagner, T. Aleksic, G. von Wichert, C. K. Weber und G. Adler: Constitutive IKK2 activation in acinar cells is sufficient to induce pancreatitis in vivo. In: J.Clin.Invest. 117, 1. Jun 2007, S. 1501–1513. doi:10.1172/JCI30876.
- mit S. Sander, L. Bullinger, K. Klapproth, K. Fiedler, H. A. Kestler, T. F. E. Barth, P. Möller, S. Stilgenbauer und J. R. Pollack: MYC stimulates EZH2 expression by repression of its negative regulator miR-26a. In: Blood. 112, 15. Nov 2008, S. 4202–4212. doi:10.1182/blood-2008-03-147645.
- mit L. Xie, A. Ushmorov, F. Leithäuser, H. Guan, C. Steidl, J. Färbinger, C. Pelzer, M. J. Vogel, H. J. Maier, R. D. Gascoyne und P. Möller: FOXO1 is a tumor suppressor in classical Hodgkin lymphoma. In: Blood. 119, 12. Apr. 2012, S. 3503–3511. doi:10.1182/blood-2011-09-381905.
- mit H. J. Maier, T. G. Schips, A. Wietelmann, M. Krüger, C. Brunner, M. Sauter, K. Klingel, T. Böttger und T. Braun: Cardiomyocyte-specific IκB kinase (IKK)/NF-κB activation induces reversible inflammatory cardiomyopathy and heart failure. In: Proc.Natl.Acad.Sci USA. 109, 17. Jul 2012, S. 11794–11799. doi:10.1073/pnas.1116584109.